# Parallèle céleste
Un parallèle céleste est, en astronomie, un petit cercle de la sphère céleste dont le plan est parallèle à l'équateur céleste. Il représente la trajectoire d'une étoile au cours du mouvement diurne.